# Lula Ferreira
Aluísio Elias Xavier Ferreira, meglio conosciuto come Lula Ferreira (San Paolo, 2 gennaio 1951), è un allenatore di pallacanestro brasiliano.

## Carriera
Ha guidato il Brasile ai Campionati mondiali del 2006 e a tre edizioni dei Campionati americani (2003, 2005, 2007).